# بيلي برين
بيلي برين هو لاعب هوكي جليد كندي، ولد في 6 ديسمبر 1882 في وينيبيغ في كندا، وتوفي في 3 سبتمبر 1927.